# 米歇爾·麥耶

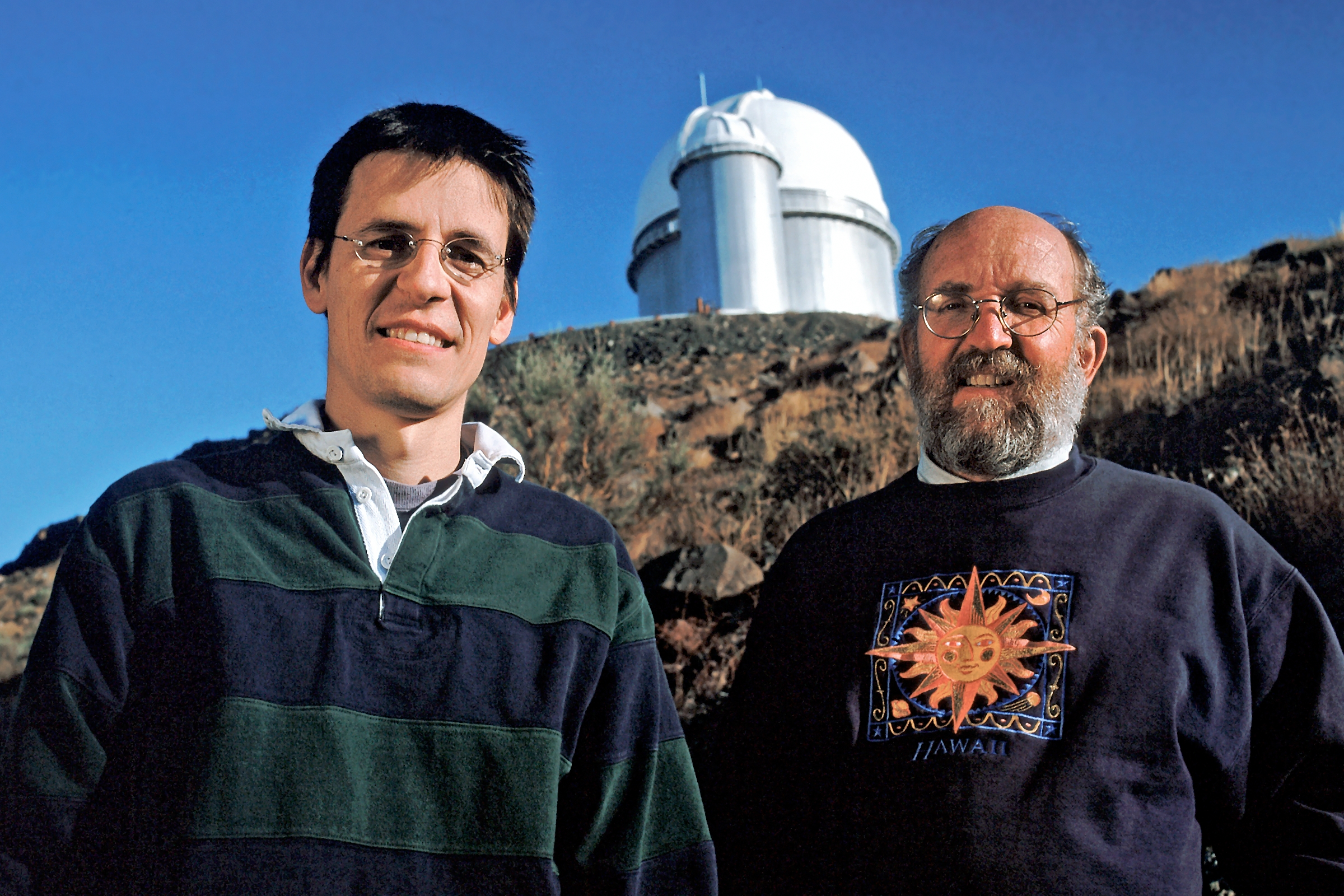
奎洛兹（左）和麥耶在拉西拉天文台, 2012年

米歇爾·居斯塔夫·爱德华·麥耶（法語：Michel Gustave Édouard Mayor，1942年1月12日—），瑞士天文學家，任教於日內瓦大學天文學系，已於2007年退休，但仍以榮譽退休教授身分持續進行研究。2019年诺贝尔物理学奖得主之一。

## 生平
麥耶於1942年生於瑞士洛桑。他和戴狄爾·魁若茲於1995年一起發現了第一個環繞類太陽恆星飛馬座51的行星飛馬座51b。
麥耶在洛桑大學取得物理學位之後，於1971年在日內瓦大學取得天文學博士學位。他以休假方式在英國劍橋的天文台、智利的歐洲南方天文台和夏威夷的夏威夷大學天文研究所進行研究。
直到1998年他和其他人一起發表了超過 200 篇科學論文。1989年到1992年期間他在歐洲南方天文台工作。1988年到1991年之間他是和國際天文聯會一起研究星系結構；而1990年到1993年間則是和瑞士天文及天文物理學會（Swiss Society for Astrophysics and Astronomy，暫譯）一起研究。
自從麥耶發現了飛馬座51b之後，他的研究則主要是發現太陽系外行星。
2003年時他開始使用目前仍使用的儀器高精度徑向速度行星搜索器（High Accuracy Radial velocity Planet Searcher, HARPS）。
2007年他是在智利歐洲南方天文台所屬拉西拉天文台發現格利泽581c的11位歐洲科學家之一，這是首顆位在適居帶內的太陽系外行星。
2009年麥耶和他的團隊發現環繞主序星的，目前質量最小的太陽系外行星格利泽581e。

## 榮譽
1998年8月麥耶獲得了專門頒發給瑞士籍或有瑞士居留權科學家的馬塞爾·本努瓦獎；同年獲得法國天文學會頒發最高獎項皮埃爾·讓森獎。2000年獲得巴尔赞奖。2004年獲得愛因斯坦獎章、法國榮譽軍團勳章騎士勳位。2005年和傑佛瑞·馬西一起獲得邵逸夫獎的天文獎項。2010年獲得維克托·安巴楚勉國際獎（Viktor Ambartsumian International Prize，暫譯）和德國天文學會卡爾·史瓦西獎章。2015年1月获得英国皇家天文学会颁发最高荣誉金质奖章。

## 外部連結
- Michel Mayor's profile （页面存档备份，存于） on University of Geneva website
- 邵逸夫獎-米歇爾·麥耶简介